# Síntesis de tetralina de Darzens
La Síntesis de tetralina de Darzens es un método de síntesis orgánica donde se obtienen derivados de la tetralina por una reacción de ciclización intramolecular de 1-aril-4-penteno con ácido sulfúrico concentrado.
Fue desarrollada por el químico ruso (Auguste George Darzens(1867–1954)

## Mecanismo
El medio ácido provoca que la doble ligadura se polarice y se protone en el carbono terminal, formándose el carbocatión más estable según la regla de Markovnikov. El anillo aromático, a través de una sustitución electrófila aromática, promueve el cierre del anillo atacando al carbocatión electrofílico.